# Adolat Timurovna Kasymova
Adolat Timurovna Kasymova (ryska: Адолат Тимуровна Касымова), född 1938, är en kommunistisk sovjetisk-tadzjikisk politiker.
Hon var minister för offentliga tjänster i Tadzjikiska SSR, sekreterare för presidiet för Tadzjikiska SSR:s högsta sovjet och socialminister i Tadzjikiska SSR. 28 juni 1986–12 april 1990 var hon sekreterare för presidiet för Tadzjikiska SSR:s högsta sovjet.